# ゲームシナリオライター
ゲームシナリオライターとは、コンピューターゲームのシナリオを書く者のことである。企画から関わり手がけるライターのほか、あらかじめ設定された世界観やキャラクター、プロットを元に書くライターまで様々な形態が存在する。

## 歴史
1980年代のコンピュータゲーム開発においては、ゲームのシナリオはスタッフが兼務することが多く、奇妙な展開を迎える物語も少なくなかった。
元ソニックチームの一員であるライトノベル作家の師走トオルは、兼務が多かった理由の一つとして、「ゲームの要であるシナリオは開発の前半で完成させるべきものであり、たとえシナリオ専門の社員がいても、シナリオが出来上がった後は仕事がなくなってしまう」と説明している。
また、師走は後者について、シナリオの演出にはハードウェアの制約を考慮していない演出を多用したり、外部委託による著作権問題などが生じた結果、最終的に自社で行ったほうが効率が良いことが多かったと電ファミニコゲーマーの記事の中で振り返っている。
1990年代にはいると、大作RPGやアドベンチャーゲーム（成人向け含む）の流行に伴い、質の高いシナリオが求められた結果、ゲーム開発の経験がある外部ライターに委託されるケースが増えた。さらに、2000年代には、ゲームシナリオに重きを置いた女性向けのゲームやアイドルものが流行し、結果的にゲームシナリオライターという専門職やゲームシナリオの制作を専門とする会社が出てくるようになった。
2010年に流行した携帯電話向けのゲームは、ハードウェア上の制約から、シナリオの割合は小さいものが多かった。
それから数年後にスマートフォンが普及し、2013年に配信された『チェインクロニクル』はその後のスマートフォン向けゲームアプリにのシナリオ構築に大きな影響を与えた。